# Дом Роберта Э. Милликена
Дом Роберта Э. Милликена (англ. Robert A. Millikan House) — исторический дом в городе Чикаго (штат Иллинойс), расположенный по адресу Саут-Вудлон-авеню, 5605, в районе Гайд-парк. Он был построен примерно в 1907 году и служил домом для американского физика Роберта Эндрюса Милликена (1868—1953) в тот период его жизни, когда он трудился над своей самой значительной работой, за которую был удостоен Нобелевской премии по физике. 11 мая 1976 года трёхэтажное кирпичное здание получило статус национального исторического памятника.

## Описание и история
Дом Роберта Э. Милликена находится в районе Гайд-парк в Чикаго, к северо-востоку от кампуса Чикагского университета, на юго-восточном углу Саут-Вудлон-авеню и Восточной 56-й улицы. Он относится к трём расположенным рядом друг с другом домов, возведённых по проектам чикагской фирмы Tallmadge & Watson примерно в 1907 году.
Дом Роберта Э. Милликена представляет собой трёхэтажное с преимущественно кирпичным фасадом. Его широкий контур выполнен в стиле прерий со слегка выступающими широкими остроконечными секциями на концах и более узким входом, выступающим не по центру. Второй и третий уровень входной секции полностью отделаны фахверком в тюдорском стиле. Расположение и размер окон несколько отличны от стандартного. Интерьер здания отличается относительной простотой.
Роберт Милликен, уроженец Иллинойса, получивший первую докторскую степень по физике в Колумбийском университете, переехал в этот дом приблизительно в 1907 году. В то время он работал профессором и исследователем на физическом факультете Чикагского университета. Именно там он организовал и провёл свой знаменитый эксперимент с каплей масла, позволивший наиболее точно определить электрический заряд электрона. Он также установил экспериментальное оборудование, которое использовалось для подтверждения фотоэлектрического эффекта, постулированного Альбертом Эйнштейном в 1905 году. За эти работы Милликен был удостоен Нобелевской премии по физике 1923 года. Милликен считался тогда одним из лидеров наступавшего американского господства в этой области знаний.
Милликен выехал из этого дома в 1921 году, когда получил должность в Калифорнийским технологическим институтом. Здание и поныне служит частной резиденцией.